# Шютц, Карл-Хайнц
Карл-Хайнц Шютц (нем. Karl-Heinz Schütz; род. 1975, Инсбрук) — австрийский флейтист.
Учился в консерватории земли Форарльберг в Фельдкирхе и в Лионской консерватории, прошёл также мастер-классы Ореля Николе, Жака Зона и других известных специалистов. Лауреат ряда национальных юношеских конкурсов. В 1998 г. стал первым флейтистом, выигравшим Международный конкурс имени Карла Нильсена в Оденсе, в 1999 г. добавил к этой победе первое место на Международном конкурсе флейтистов в Кракове.
В 2000—2004 гг. — первая флейта Штутгартского филармонического оркестра, с 2005 г. — солист Венского симфонического оркестра. Записал сольный альбом с произведениями Иоганна Непомука Гуммеля, Клода Дебюсси, Богуслава Мартину и Пьера Булеза.